# ADS 95
Le drone de reconnaissance ou d'exploration RUAG Ranger (ADS 95 pour Aufklärungsdrohnen-System 95) a été développé pour l'Armée suisse conjointement par les sociétés suisses Oerlikon Contraves et RUAG Aerospace avec les entreprises israéliennes Israel Aerospace Industries (IAI) et Tadiran Electronic Systems Ltd. Il est capable de mener des missions de surveillance, de reconnaissance, d'acquisition et de désignation de cibles, d'ajustement d'artillerie, de guerre et de renseignement électronique et de relais radio.

## Description
Il dispose d’un système de décollage et d’atterrissage automatique comportant notamment un télémètre laser, et peut également être lancé à partir d’une catapulte hydropneumatique. La distance entre l’appareil et la station terrestre ne doit pas dépasser 100 km.
La charge interchangeable du RANGER lui permet d'assurer une large palette de tâches. Ses moyens d'observation sont composés d'une caméra stabilisée, à la fois TV et FLIR, qui est utilisable de jour comme de nuit. Il peut également être équipé d'un désignateur laser, d'un radar à synthèse d'ouverture (SAR) ou d'un système d'interception de télécommunications (COMINT) ou d'émissions électromagnétiques (ELINT).
Ces drônes ne sont plus utilisés par l'armée suisse depuis novembre 2019. Ces derniers ont été remplacés par 6 Hermes 900 HFE construits par l'entreprise israélienne Elbit Systems. Le premier exemplaire a été livré en décembre 2019 pour la formation, mais ne pouvant pas voler comme les 5 autres car ils n'ont pas encore reçu la certification israélienne.

## Utilisateurs
- Finlande, Armée finlandaise : 12 RUAG Ranger (RL-01 à RL-12), 11 en service
- Suisse, Forces aériennes suisses : 28 RUAG Ranger ADS 95 à partir de 1999 (D-107 à D-134), 15 en service. Livrés avec 28 senseurs électro-optiques TV/IR, 8 stations de contrôle au sol, 8 installations de communication, 8 catapultes, 8 stations de réception mobiles et 4 postes de commandement mobiles. En juin 2014 la Suisse a sélectionné le Hermes 900 en compétition avec le IAI Heron pour remplacer le RUAG Ranger UAV (ADS 95). Six Hermes 900 vont remplacer les 15 ADS 95 à partir de 2019[2],[3].

## Galerie d'images

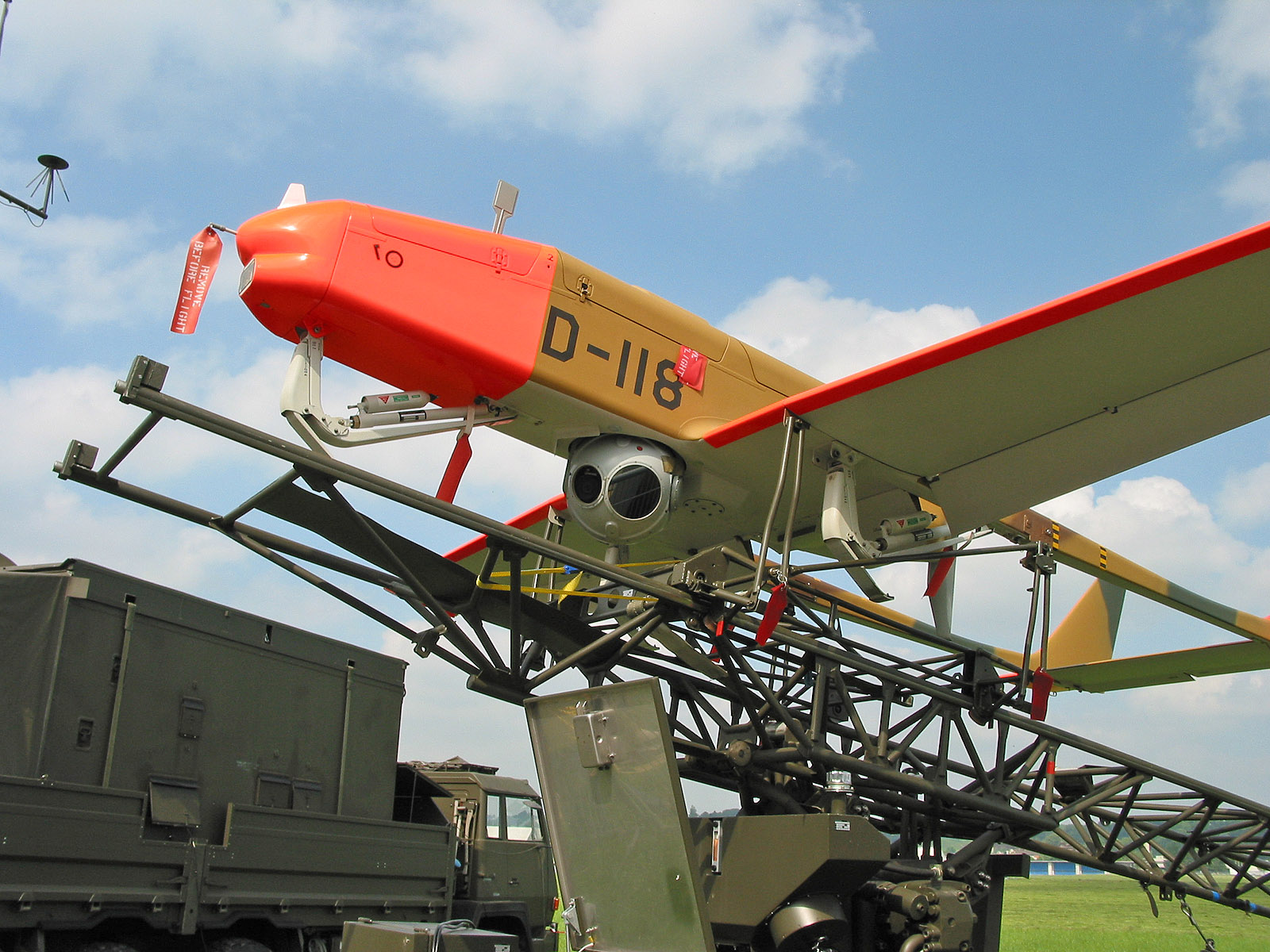
ADS 95 des Forces aériennes suisses sur son rail de lancement
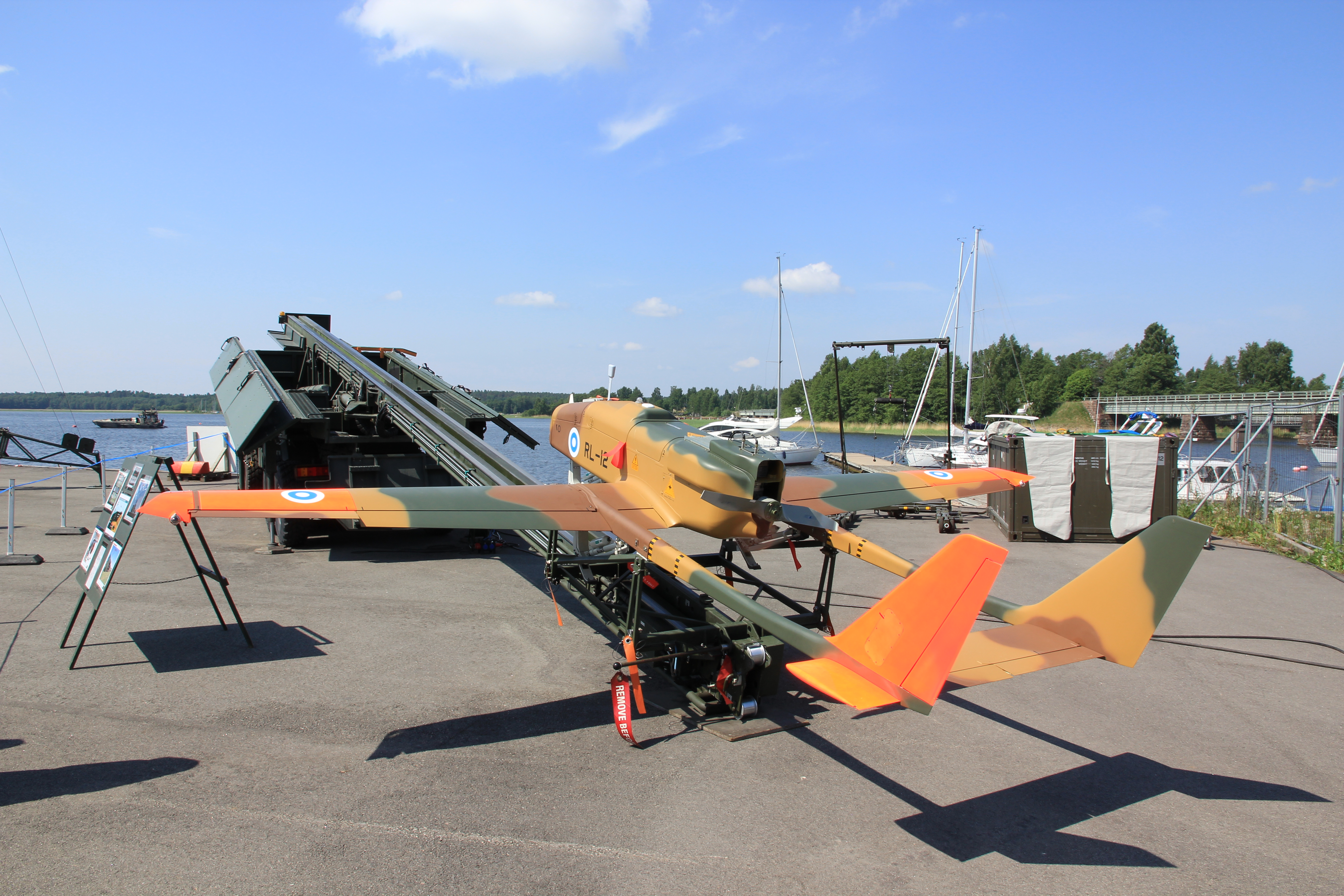
RUAG Ranger de l'armée finlandaise sur son rail de lancement
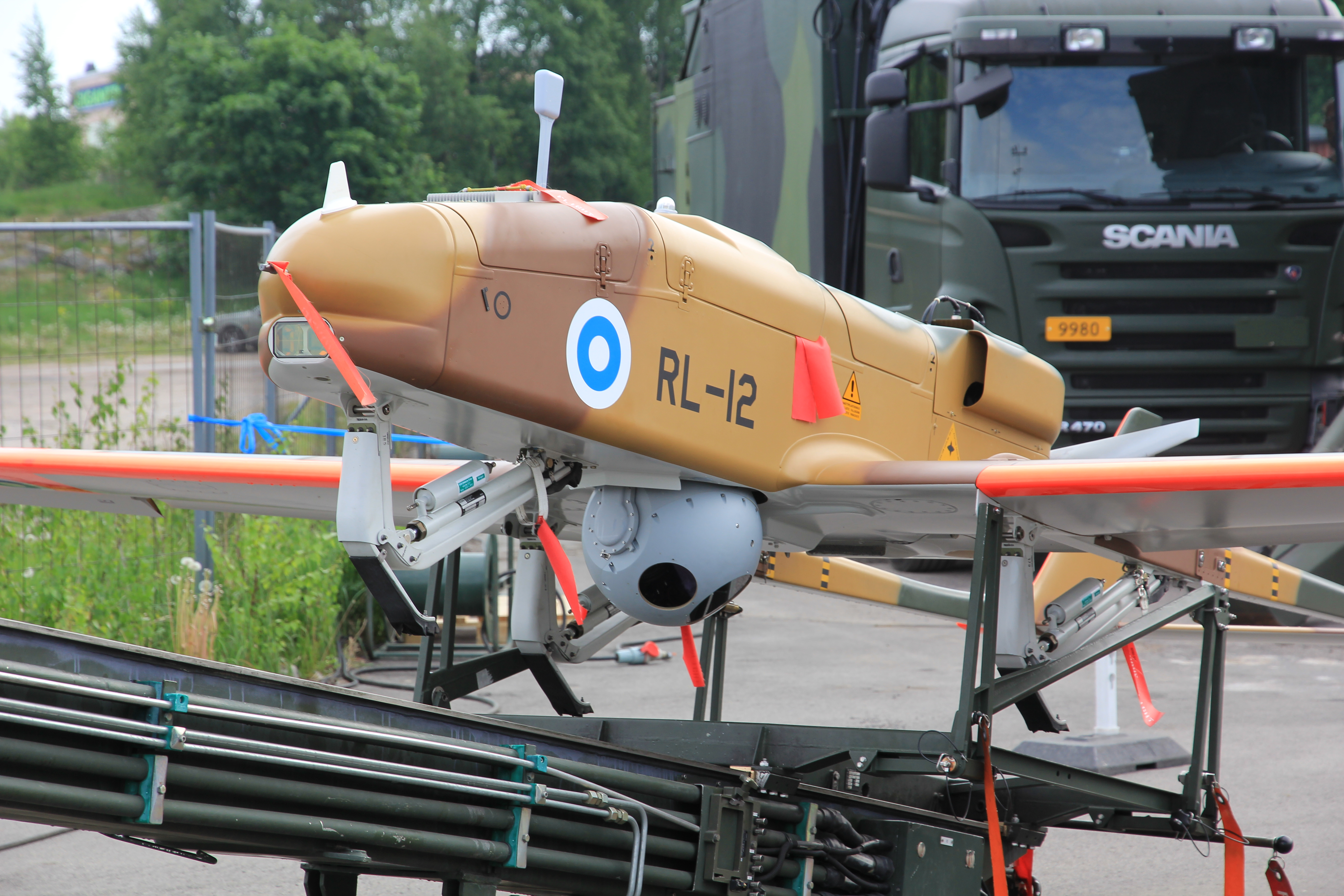
Détail sur le senseur électro-optique TV/IR et les patins d’atterrissage
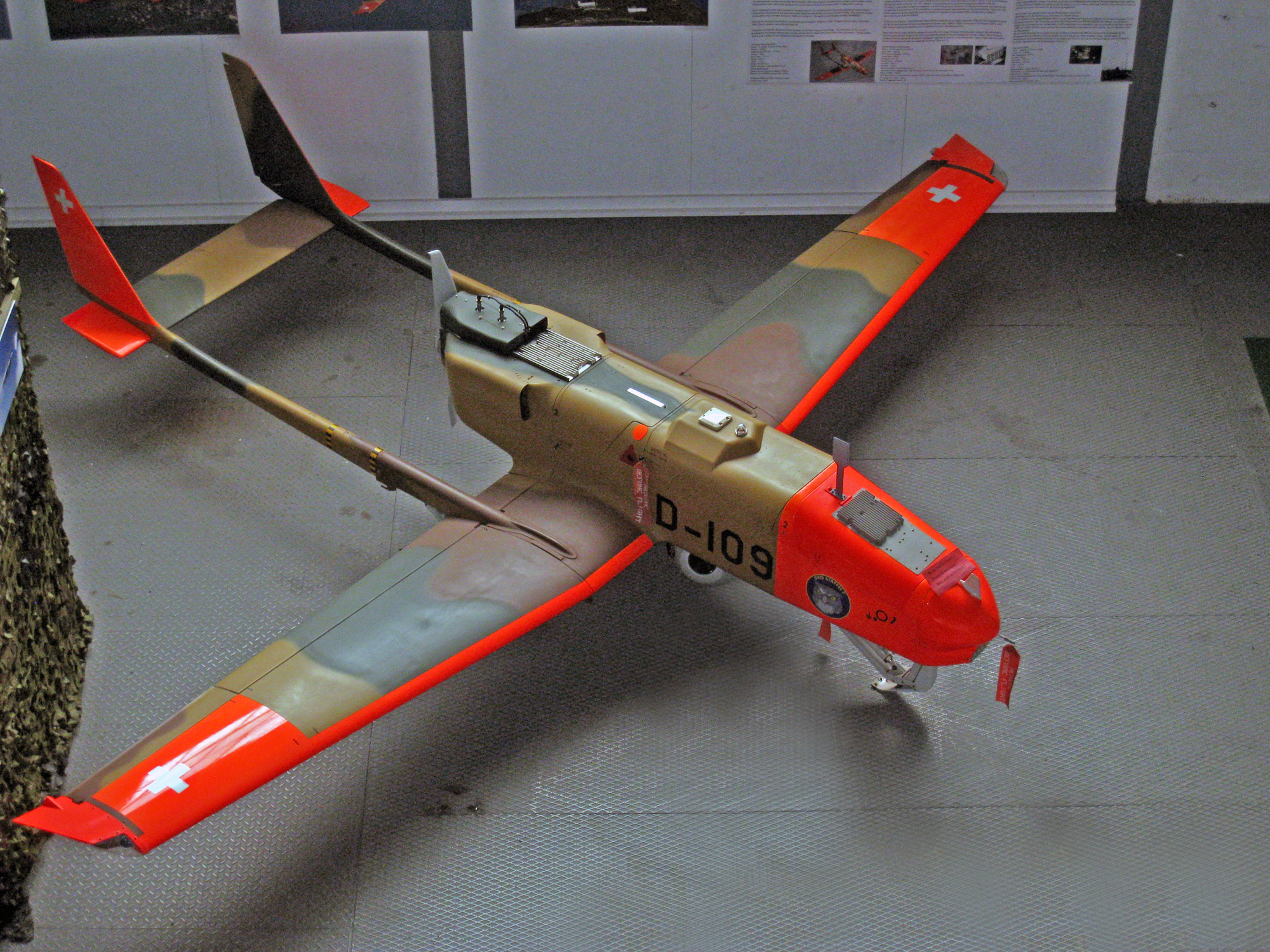
ADS 95 (D-109) au Schweizerisches Militärmuseum Full (de)